# Рамадан Собхі
Рамадан Собхі (араб. رمضان صبحي‎; нар. 27 червня 1997, Каїр, Єгипет) — єгипетський футболіст, нападник національної збірної Єгипту та англійського клубу «Гаддерсфілд Таун».

## Клубна кар'єра
Вихованець футбольної школи клубу «Аль-Аглі». Дорослу футбольну кар'єру розпочав 2013 року в основній команді того ж клубу, в якій провів три сезони, взявши участь у 55 матчах чемпіонату. З клубом двічі вигравав національний чемпіонат і по одному разу Суперкубок Єгипту та Кубок конфедерації КАФ.
25 липня 2016 року Собхі підписав контракт з клубом «Сток Сіті». Сума трансферу склала 5 млн фунтів стерлінгів. 20 серпня 2016 року в поєдинку проти «Манчестер Сіті» дебютував в англійській Прем'єр-лізі, вийшовши на заміну на 88-ій хвилині замість Марко Арнаутовича. У першому сезоні Рамадан не був основним гравцем, зігравши лише 19 матчів в усіх турнірах, втім до початку сезону 2017/18 років підписав новий договір на п'ять років з «гончарами». У другому сезоні став частіше залучатись до матчів, провівши 27 ігор, проте команда вилетіла з Прем'єр-ліги.
12 червня 2018 року за 5,7 мільйонів фунтів стерлінгів перейшов у «Гаддерсфілд Таун», підписавши з клубом трирічну угоду.

## Виступи за збірні
2013 року дебютував у складі юнацької збірної Єгипту, взяв участь у 19 іграх на юнацькому рівні, відзначившись 6 забитими голами. 2015 року залучався до складу молодіжної збірної Єгипту. На молодіжному рівні зіграв в 11 офіційних матчах, забив 4 голи.
14 червня 2015 року дебютував в офіційних матчах у складі національної збірної Єгипту у грі відбору на Кубок африканських націй 2017 року проти збірної Танзанії. Собхі вийшов на поле у віці 17 років, 11 місяців та 18 днів, ставши другим наймолодшим гравцем, який коли-небудь дебютував за єгипетську збірну Єгипту після Мідо. 29 березня в рамках цього ж відбіркового етапу забив перший гол за збірну у матчі проти Нігерії і в підсумку допоміг команді кваліфікуватись у фінальну частину Кубка африканських націй 2017 року у Габоні. На турнірі Рамадан зіграв у чотирьох матчах з шести і став з командою фіналістом.
Наступного року у складі збірної був учасником чемпіонату світу 2018 року у Росії, де був основним гравцем, зігравши у всіх трьох матчах, але його команда програла усі матчі і не вийшла в плей-оф.
| Дата       | Місто           | Господарі         | Результат               | Гості            | Турнір                                   | Голи | Примітки  |
| ---------- | --------------- | ----------------- | ----------------------- | ---------------- | ---------------------------------------- | ---- | --------- |
| 14-06-2015 | Александрія     | Єгипет            | 3 – 0                   | Танзанія         | Відбір до Кубка африканських націй 2017  | -    | 67'       |
| 06-09-2015 | Нджамена        | Чад               | 1 – 5                   | Єгипет           | Відбір до Кубка африканських націй 2017  | -    | 46'       |
| 27-01-2016 | Асуан           | Єгипет            | 0 – 1                   | Йорданія         | товариський матч                         | -    |           |
| 27-02-2016 | Александрія     | Єгипет            | 2 – 0                   | Буркіна-Фасо     | товариський матч                         | -    |           |
| 25-03-2016 | Кадуна          | Нігерія           | 1 – 1                   | Єгипет           | Відбір до Кубка африканських націй 2017  | -    | 76'       |
| 29-03-2016 | Александрія     | Єгипет            | 1 – 0                   | Нігерія          | Відбір до Кубка африканських націй 2017  | 1    | 81'       |
| 30-08-2016 | Александрія     | Єгипет            | 1 – 1                   | Гвінея           | товариський матч                         | -    | 61'       |
| 06-09-2016 | Йоганнесбург    | ПАР               | 1 – 0                   | Єгипет           | товариський матч                         | -    | 77'       |
| 09-10-2016 | Браззавіль      | Республіка Конго  | 1 – 2                   | Єгипет           | Відбір до ЧС 2018                        | -    | 79'       |
| 13-11-2016 | Александрія     | Єгипет            | 2 – 0                   | Гана             | Відбір до ЧС 2018                        | -    | 46'       |
| 08-01-2017 | Каїр            | Єгипет            | 1 – 0                   | Туніс            | товариський матч                         | -    | 68'       |
| 17-01-2017 | Порт-Жантіль    | Малі              | 0 – 0                   | Єгипет           | Кубок африканських націй 2017 - 1-й етап | -    | 70'       |
| 21-01-2017 | Порт-Жантіль    | Єгипет            | 1 – 0                   | Уганда           | Кубок африканських націй 2017 - 1-й етап | -    | 66'       |
| 01-02-2017 | Лібревіль       | Буркіна-Фасо      | 1 – 1 д.ч. (3 – 4 п.п.) | Єгипет           | Кубок африканських націй 2017 - півфінал | -    | 83'       |
| 05-02-2017 | Лібревіль       | Єгипет            | 1 – 2                   | Камерун          | Кубок африканських націй 2017 - Фінал    | -    | 66' 90+2' |
| 28-03-2017 | Александрія     | Єгипет            | 3 – 0                   | Того             | товариський матч                         | -    |           |
| 11-06-2017 | Радес           | Туніс             | 1 – 0                   | Єгипет           | Відбір до Кубка африканських націй 2019  | -    | 73'       |
| 31-08-2017 | Кампала         | Уганда            | 1 – 0                   | Єгипет           | Відбір до ЧС 2018                        | -    | 46'       |
| 05-09-2017 | Александрія     | Єгипет            | 1 – 0                   | Уганда           | Відбір до ЧС 2018                        | -    | 71'       |
| 08-10-2017 | Александрія     | Єгипет            | 2 – 1                   | Республіка Конго | Відбір до ЧС 2018                        | -    | 87'       |
| 12-11-2017 | Кейп-Кост       | Гана              | 1 – 1                   | Єгипет           | Відбір до ЧС 2018                        | -    |           |
| 27-03-2018 | Цюрих           | Єгипет            | 0 – 1                   | Греція           | товариський матч                         | -    | 79'       |
| 25-05-2018 | Ель-Кувейт      | Кувейт            | 1 – 1                   | Єгипет           | товариський матч                         | -    | 78'       |
| 01-06-2018 | Бергамо         | Єгипет            | 0 – 0                   | Колумбія         | товариський матч                         | -    | 66'       |
| 06-06-2018 | Брюссель        | Бельгія           | 3 – 0                   | Єгипет           | товариський матч                         | -    | 67'       |
| 15-06-2018 | Єкатеринбург    | Єгипет            | 0 – 1                   | Уругвай          | ЧС 2018 - 1-й етап                       | -    | 84'       |
| 19-6-2018  | Санкт-Петербург | Росія             | 3 – 1                   | Єгипет           | ЧС 2018 - 1-й етап                       | -    | 68'       |
| 25-6-2018  | Волгоград       | Саудівська Аравія | 2 – 1                   | Єгипет           | ЧС 2018 - 1-й етап                       | -    | 64'       |
| Усього     |                 | Матчів            | 28                      |                  | Голів                                    | 1    |           |

## Досягнення
- Срібний призер Кубка африканських націй: 2017, 2021
- Чемпіон Африки (U-23): 2019

  Аль-Аглі
- Чемпіон Єгипту: 2013/14, 2015/16
- Володар Суперкубка Єгипту: 2014, 2015
- Володар Кубка Конфедерації КАФ: 2014